# Szórai Szent Nilus
Szórai Szent Nilus, oroszosan Nil Szorszkij (oroszul: Нил Сорский), (1433 – 1508. május 7.) orosz szerzetes, teológus.
Az előkelő és gazdag Majkov család szülöttje valószínűleg Moszkvában született. Fiatalon a Fehér-tó melletti, rendezett cenobita életéről híres monostorba lépett. Barátja lett Pajszij Jaroszlavovnak (†1501), kora egyik legkiemelkedőbb szerzetesének.
Innen útrakelve egy időre Athoszon állapodott meg, ahol elmélyedhetett a görög egyházatyák műveiben és a hészükhiaszta lelkiségben. Hazájába visszatérve a Szóra folyó közelében Athoszi mintára kis remeteséget (szkit) épített. Hozzá csatlakozó társai számára az ősi Szkétisz telepeihez hasonló remete-telepet létesített, s számukra igen szigorú regulát (Usztav) szerkesztett. Nilus szabályzata szerint a szerzetesek legfeljebb hárman élhetnek együtt, nem folytathatnak közös életet, a világgal a lehető legkevesebb kapcsolatot tarthatják. Legfőbb életszabályuk az Újszövetség, amit állandóan tanulmányozniuk kell. Nilus szerint a szerzetesi élet célja, hogy az ember eljusson a teljes belső szabadságra, s mentes legyen minden evilági gondtól. Nilus érdeme, hogy orosz földre bevezette a hészükhiaszta lelkiséget.
Részt vett az 1490-es, majd az 1503-as moszkvai zsinaton, ahol kijelentette: "A monostoroknak nem szabad sem földdel, sem falvakkal rendelkezniük. A monachusok lakjanak remeteségekben, és kezük munkájából tartsák el magukat." Állásfoglalása miatt ellentétbe került Volokalamszki József követőivel.
Monasztikus reguláján kívül 6 levele és a Lelki végrendelete maradt ránk.